# Copa Intertoto 1966-67
La Copa Intertoto 1966-67 fue la sexta edición de este torneo de fútbol a nivel de clubes de Europa. En esta edición participaron 40 equipos, 8 más que en la edición anterior.
El Eintracht Frankfurt de Alemania Occidental venció en la final al FK Inter Bratislava de Checoslovaquia, en la última final en el formato de 1 copa, un ganador. El FK Inter Bratislava alcanzó 3 finales del torneo en 5 ediciones.
El campeón de la edición anterior, el Lokomotive Leipzig de Alemania Oriental, fue eliminado en la fase de grupos.

## Fase de grupos
Los 40 participantes fueron divididos en 10 grupos de 4 equipos cada uno, con 4 grupos de la sección A y 6 de la sección B. La sección A la compondrían equipos de Países Bajos, Bélgica, Francia, Italia y Suiza; mientras que la sección B estarían equipos de Alemania Oriental, Checoslovaquia, Suecia, Polonia y Yugoslavia. Los equipos de Alemania Occidental formarían parte de ambas secciones.

### Grupo A1
| Club                | G | E | P | GF | GC | Pts. |
| ------------------- | - | - | - | -- | -- | ---- |
| Eintracht Frankfurt | 5 | 0 | 1 | 15 | 9  | 10   |
| Lanerossi Vicenza   | 2 | 1 | 3 | 10 | 11 | 5    |
| Feyenoord           | 2 | 0 | 3 | 8  | 9  | 4    |
| La Chaux-de-Fonds   | 1 | 1 | 3 | 10 | 14 | 3    |

|     | EIN | VIC | FEY | LCF |
| --- | --- | --- | --- | --- |
| EIN |     | 1-5 | 2-0 | 3-1 |
| VIC | 0-1 |     | 2-1 | 2-2 |
| FEY | 1-4 | 2-0 |     | 4-1 |
| LCF | 2-4 | 4-1 | int |     |

### Grupo A2
| Club       | G | E | P | GF | GC | Pts. |
| ---------- | - | - | - | -- | -- | ---- |
| DWS        | 6 | 0 | 0 | 17 | 7  | 12   |
| Atalanta   | 3 | 0 | 3 | 14 | 7  | 6    |
| Grenchen   | 2 | 0 | 4 | 14 | 20 | 4    |
| Strasbourg | 1 | 0 | 5 | 9  | 20 | 2    |

|     | DWS | ATA | GRE | STR |
| --- | --- | --- | --- | --- |
| DWS |     | 1-0 | 4-2 | 4-1 |
| ATA | 0-1 |     | 4-0 | 6-1 |
| GRE | 3-5 | 3-2 |     | 4-2 |
| STR | 1-2 | 1-2 | 3-2 |     |

### Grupo A3
| Club            | G | E | P | GF | GC | Pts. |
| --------------- | - | - | - | -- | -- | ---- |
| Go Ahead Eagles | 6 | 0 | 0 | 24 | 8  | 12   |
| Foggia          | 4 | 0 | 2 | 6  | 3  | 8    |
| Tilleur         | 2 | 0 | 4 | 10 | 13 | 4    |
| Sion            | 0 | 0 | 6 | 6  | 22 | 0    |

|     | GAE | FOG | TIL | SIO |
| --- | --- | --- | --- | --- |
| GAE |     | 2-0 | 3-2 | 6-4 |
| FOG | 0-1 |     | 1-0 | 3-0 |
| TIL | 0-8 | 0-1 |     | 6-0 |
| SIO | 2-4 | 0-1 | 0-2 |     |

### Group A4
| Club         | G | E | P | GF | GC | Pts. |
| ------------ | - | - | - | -- | -- | ---- |
| ADO Den Haag | 5 | 1 | 0 | 16 | 8  | 11   |
| Brescia      | 3 | 1 | 2 | 9  | 5  | 7    |
| Liège        | 3 | 0 | 3 | 13 | 6  | 6    |
| Biel-Bienne  | 0 | 0 | 6 | 7  | 26 | 0    |

|     | ADO | BRE | LIE | BIE |
| --- | --- | --- | --- | --- |
| ADO |     | 2-0 | 2-1 | 4-2 |
| BRE | 1-1 |     | 1-0 | 3-1 |
| LIE | 1-2 | 1-0 |     | 7-0 |
| BIE | 3-5 | 0-4 | 1-3 |     |

### Grupo B1
| Club               | G | E | P | GF | GC | Pts. |
| ------------------ | - | - | - | -- | -- | ---- |
| Zagłębie Sosnowiec | 5 | 0 | 1 | 14 | 7  | 10   |
| Karlsruhe          | 3 | 0 | 3 | 8  | 7  | 6    |
| Hansa Rostock      | 3 | 0 | 3 | 13 | 13 | 6    |
| Olimpija           | 1 | 0 | 5 | 7  | 15 | 2    |

|     | ZAG | KAR | HAN | OLI |
| --- | --- | --- | --- | --- |
| ZAG |     | 2-1 | 6-2 | 2-1 |
| KAR | 0-1 |     | 2-1 | 2-1 |
| HAN | 3-0 | 0-2 |     | 3-0 |
| OLI | 0-3 | 2-1 | 3-4 |     |

### Grupo B2
| Club               | G | E | P | GF | GC | Pts. |
| ------------------ | - | - | - | -- | -- | ---- |
| IFK Göteborg       | 4 | 1 | 1 | 13 | 14 | 9    |
| Szombierki Bytom   | 3 | 0 | 3 | 17 | 8  | 6    |
| Lokomotive Leipzig | 2 | 2 | 2 | 8  | 8  | 6    |
| Union Teplice      | 1 | 1 | 4 | 6  | 13 | 3    |

|     | GOT | SZO | LOK | TEP |
| --- | --- | --- | --- | --- |
| GOT |     | 4-0 | 2-2 | 2-1 |
| SZO | 8-0 |     | 1-2 | 5-1 |
| LOK | 1-2 | 2-1 |     | 1-1 |
| TEP | 2-3 | 0-2 | 1-0 |     |

### Grupo B3
| Club                   | G | E | P | GF | GC | Pts. |
| ---------------------- | - | - | - | -- | -- | ---- |
| Górnik Zabrze          | 4 | 1 | 1 | 17 | 10 | 9    |
| Eintracht Braunschweig | 3 | 0 | 3 | 12 | 13 | 6    |
| Carl Zeiss Jena        | 2 | 1 | 3 | 9  | 12 | 5    |
| AIK                    | 1 | 2 | 3 | 7  | 10 | 4    |

|     | GOR | BRA | CZJ | AIK |
| --- | --- | --- | --- | --- |
| GOR |     | 2-4 | 2-0 | 3-2 |
| BRA | 2-4 |     | 2-3 | 1-0 |
| CZJ | 1-5 | 1-2 |     | 4-1 |
| AIK | 1-1 | 3-1 | 0-0 |     |

### Grupo B4
| Club                     | G | E | P | GF | GC | Pts. |
| ------------------------ | - | - | - | -- | -- | ---- |
| Internacionál Bratislava | 4 | 0 | 2 | 18 | 10 | 8    |
| Wisła Kraków             | 3 | 1 | 2 | 13 | 10 | 7    |
| Malmö FF                 | 2 | 1 | 3 | 9  | 13 | 5    |
| Kaiserslautern           | 2 | 0 | 4 | 12 | 19 | 4    |

|     | INT | WIS | MAL | KAI |
| --- | --- | --- | --- | --- |
| INT |     | 3-0 | 4-0 | 5-2 |
| WIS | 3-2 |     | 4-0 | 1-2 |
| MAL | 1-2 | 1-1 |     | 4-0 |
| KAI | 4-2 | 2-4 | 2-3 |     |

### Grupo B5
| Club                 | G | E | P | GF | GC | Pts. |
| -------------------- | - | - | - | -- | -- | ---- |
| Vorwärts Berlin      | 5 | 0 | 1 | 13 | 8  | 10   |
| Košice               | 3 | 1 | 2 | 12 | 11 | 7    |
| Elfsborg             | 3 | 0 | 3 | 10 | 8  | 6    |
| Borussia Neunkirchen | 0 | 1 | 5 | 6  | 14 | 1    |

|     | VOR | KOS | ELF | BOR |
| --- | --- | --- | --- | --- |
| VOR |     | 3-1 | 2-0 | 2-1 |
| KOS | 4-0 |     | 3-0 | 2-0 |
| ELF | 0-2 | 6-0 |     | 1-0 |
| BOR | 2-4 | 2-2 | 1-3 |     |

### Grupo B6
| Club                   | G | E | P | GF | GC | Pts. |
| ---------------------- | - | - | - | -- | -- | ---- |
| Norrköping             | 4 | 0 | 2 | 17 | 10 | 8    |
| Dinamo Dresde          | 3 | 1 | 2 | 13 | 7  | 7    |
| Polonia Bytom          | 1 | 3 | 2 | 5  | 13 | 5    |
| Spartak Hradec Králové | 0 | 1 | 5 | 6  | 14 | 1    |

|     | NOR | DIN | POL | SPA |
| --- | --- | --- | --- | --- |
| NOR |     | 4-1 | 5-1 | 2-0 |
| DIN | 3-1 |     | 7-1 | 2-0 |
| POL | 3-1 | 0-0 |     | 0-0 |
| SPA | 2-4 | 1-0 | 0-0 |     |

## Fase final
- El Górnik Zabrze y el Vorwärts Berlin participarián en la European Cup 1966/67, y no se les permitió jugar en la Intertoto Cup después del receso de invierno, por lo que abandonaron el torneo. Irónicamente, ambos se cruzarían en la primera ronda de la European Cup, y en el sorteo de la Copa Intertoto quedaron como equipos libres, como el Malmö FF 2 torneos atrás.
- Los clubes restantes fueron emparejados en 4 enfrentamientos de eliminación directa.

### Cuartos de final
| Equipo 1                 | Agr. | Equipo 2            | Ida | Vuelta |
| ------------------------ | ---- | ------------------- | --- | ------ |
| Norrköping               | 3–4  | Eintracht Frankfurt | 2–1 | 1–3    |
| ADO Den Haag             | 3–0  | IFK Göteborg        | 1–0 | 2–0    |
| Internacionál Bratislava | 4–3  | Go Ahead Eagles     | 3–0 | 1–3    |
| DWS                      | 2–5  | Zagłębie Sosnowiec  | 2–2 | 0–3    |

### Semifinales
| Equipo 1           | Agr. | Equipo 2                 | Ida | Vuelta |
| ------------------ | ---- | ------------------------ | --- | ------ |
| ADO Den Haag       | 2–3  | Internacionál Bratislava | 1–0 | 1–3    |
| Zagłębie Sosnowiec | 5–7  | Eintracht Frankfurt      | 4–1 | 1–6    |

### Final
| Equipo 1                 | Agr. | Equipo 2            | Ida | Vuelta |
| ------------------------ | ---- | ------------------- | --- | ------ |
| Internacionál Bratislava | 3–4  | Eintracht Frankfurt | 2–3 | 1–1    |

| 16 de mayo de 1967 | FK Inter Bratislava          | 2-3     | Eintracht Frankfurt                       | Štadión Pasienky, Bratislava                    |                                                 |
|                    | Levický 10' · Oblozinsky 27' | Reporte | Fiedrich 22' · Blusch 63' · Grabowski 66' | Asistencia: 4000 espectadores Árbitro(s): Huber | Asistencia: 4000 espectadores Árbitro(s): Huber |

| 17 de junio de 1967 | Eintracht Frankfurt | 1-1 (Global 4-3) | FK Inter Bratislava | Waldstadion, Fráncfort del Meno                     |                                                     |
|                     | Solz 106'           | Reporte          | Krnac 65'           | Asistencia: 10 500 espectadores Árbitro(s): Schalks | Asistencia: 10 500 espectadores Árbitro(s): Schalks |

## Campeón
|                                         |
| Bandera de Alemania Occidental          |
| Campeón Eintracht Frankfurt 1.er título |

## Abandono del sistema de eliminación directa
La fase de grupos siempre se jugó en verano, y la fase de eliminación directa se disputaba en el inicio de la nueva temporada. Sin embargo, esto inició el surgimiento de problemas. Primero, los clubes tenían dificultad para agregar las fechas de la Copa Intertoto a su calendario de temporada, y se retrasó el partido de la final una vez - por ejemplo , la final de 1964–65, la cual se jugó hasta junio, justo un año después que inició la fase de grupos; y las finales de 1963–64 y 1965–66 se jugaron a finales de mayo. 
La segunda razón fue la insistencia de la UEFA de que los clubes jugarán los torneos de la European Cup o la UEFA Cup Winners' Cup y no continuaran los partidos en otros torneos luego del receso de verano. Esto hizo que los equipos que avanzaran de la fase de grupos de la Copa Intertoto, pero que también continuaban en competiciones de la UEFA se retiraran de las rondas de eliminación directa de la Copa Intertoto hasta que fueran eliminados del torneo de la UEFA, o abandonaran totalmente. Esto hizo que las rondas de eliminación se complicaran, dificultando el calendario, y debilitando su importancia.
La tercera razón fue el valor que se le dio a las rondas de eliminación directa. cuando accedían a la final se veía un gran logró digno de orgullo, el principal propósito del torneo. Cuando muchos clubes se enteraron, vieron que proveían fútbol durante la pausa de verano. Los beneficios económicos de participar en el torneo fueron importantes. jugando los partidos de eliminación directa de ida y vuelta en las temporadas recientes las colocaron con un grado mayor de dificultad, más caras, y relativamente sin valor para los equipos que eran eliminados antes de la Final o las semifinales.
Como resultado de esto, las rondas de eliminación directa fueron abandonadas, y por las siguientes 3 décadas del torneo no hubo un ganador fijo en la copa. La fase de grupos se mantendría, y el premio monetario se daría según el lugar ocupado por cada equipo en el grupo correspondiente.